# Рестайлінг
Рестайлінг, фейсліфтінг (також відомий як оновлення середнього покоління, незначна зміна моделі або незначне оновлення моделі, імпульс життєвого циклу) — включає зміни стилю автомобіля під час його виробництва – у тому числі, у дуже різному ступені, новий листовий метал, елементи внутрішнього дизайну або механічні зміни – дозволяє автовиробнику оновити модель без повного редизайну. У той час як життєвий цикл автомобілів коливається приблизно від шести до восьми років до повної зміни моделі, рестайлінг зазвичай впроваджується близько трьох років у їхньому виробничому циклі.
Рестайлінг зберігає базовий стиль і платформу автомобіля з естетичними змінами, наприклад, змінами передньої панелі (решітки радіатора, фар), задніх ліхтарів, бамперів, панелі приладів і центральної консолі, а також різних аксесуарів для обробки кузова або салону. Механічні зміни можуть відбуватися або не відбуватися одночасно з фейсліфтінгом (наприклад, зміни двигуна, підвіски чи трансмісії).

## Історія
У 1920-х роках General Motors під керівництвом Альфреда П. Слоуна на той час втратила частку ринку на користь Форда, який покладався на Model T як на модель-бестселер. Слоуну приписують створення стратегії, згідно з якою компанія щорічно вносить зміни в дизайн своїх автомобілів, щоб відвоювати частку ринку. Ford, з іншого боку, відмовлявся реконструювати Model T до 1930-х років, протягом якого Ford втратив частку ринку на користь GM. Відтоді ідея зміни моделі також поширилася на різні промислові продукти, крім автомобілів. Ця стратегія штучно вивела з моди транспортні засоби, якими володіють споживачі, створюючи таким чином стимул для клієнтів купувати нові транспортні засоби. Стратегія також розглядається як форма планового морального старіння.

## Визначення

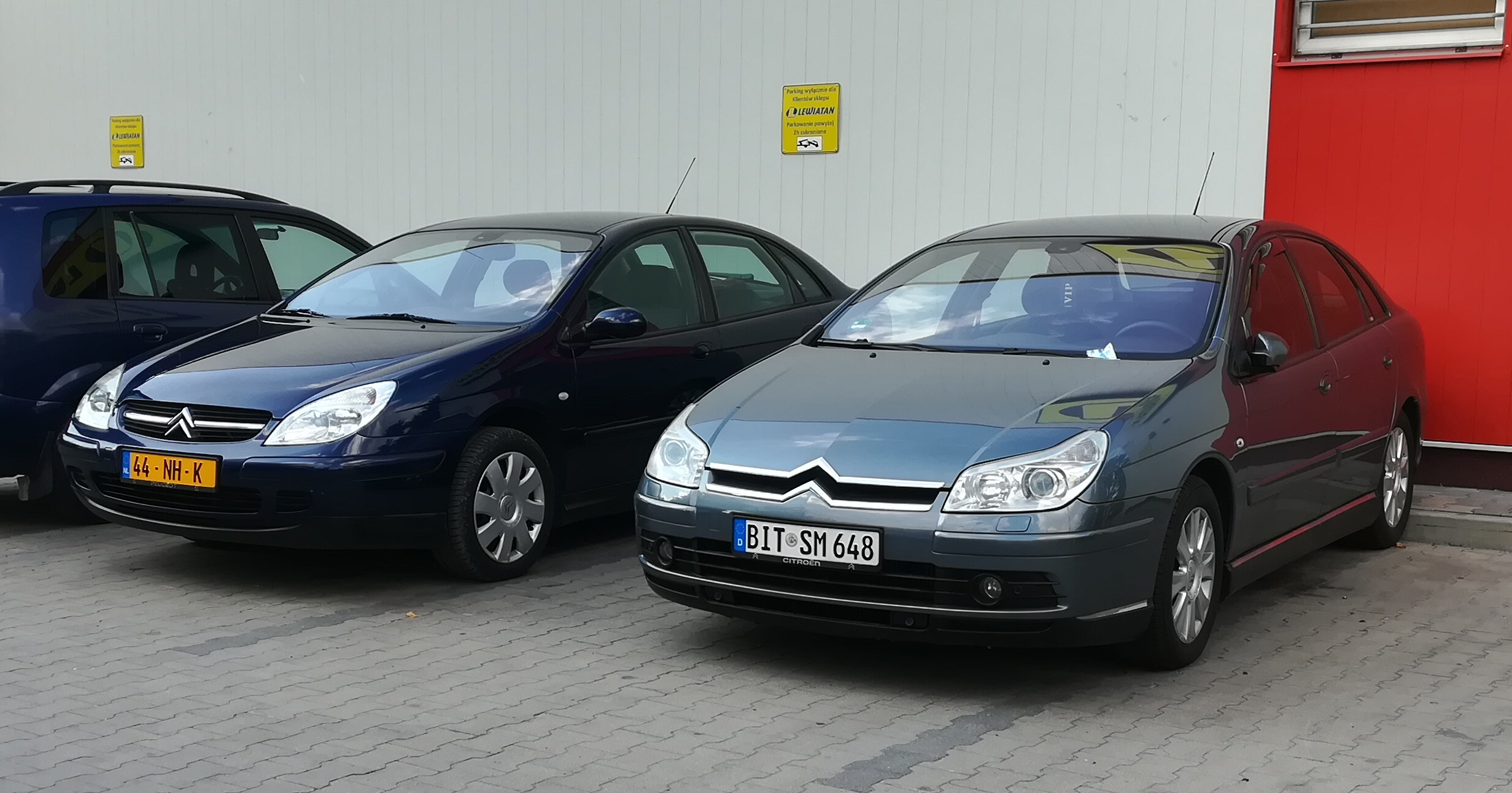
Citroën C5 рестайлінг та до рестайлінг (зліва)

Термін «фейсліфтінг», який виробники автомобілів також іноді називають «незначною зміною», «незначним оновленням» або «оновленням», описує мінімальну зміну моделі, яка зазвичай також збігається зі зміною модельного року.
Хоча слово «фейсліфтінг» є загальним терміном, який використовується в галузі, кожен виробник може мати власну фразу для опису оновленої моделі. BMW використовує абревіатуру LCI («Імпульс життєвого циклу») для позначення рестайлінгу. Інші марки можуть прямо називати конкретний автомобіль моделлю з підтяжкою обличчя, тоді як деякі просто називають це «новою» моделлю. У автомобільній мові «новий» зазвичай означає оновлену модель, тоді як термін «повністю новий» означає абсолютно нове покоління з не лише оновленим дизайном, але й з новими основами. 

## Приклади
Підтяжка обличчя може включати зміну назви автомобіля; Так було, коли Ford перейменував свою модель Five Hundred на Ford Taurus у 2008 році. Підтяжка обличчя Citroën DS3, DS4 і DS5 навіть змінила марку, під якою ці моделі продавалися з Citroën на DS.
Моделі з більшим терміном служби (10 і більше років) можуть піддаватися багаторазовому рестайлінгу. Приклади включають третє покоління Mazda6, яке продається з грудня 2012 року і з тих пір було двічі серйозно оновлено в 2016 і 2018 роках, обидва включали значні зміни в інтер’єрі.